# تورستن والتر
تورستن والتر (بالألمانية: Thorsten Walther)‏ هو لاعب كرة قدم ألماني في مركز حراسة المرمى، ولد في 20 سبتمبر 1972. لعب مع فورتونا دوسلدورف ونادي تولوز.

## وصلات خارجية
- تورستن والتر على موقع قاعدة بيانات كرة القدم.إي يو (الإنجليزية)
- تورستن والتر على موقع بيانات كرة القدم. دي إي (الألمانية)
- تورستن والتر على موقع عالم كرة القدم.نت (الإنجليزية)